# Katueté
Katueté é uma cidade do Paraguai, Departamento Canindeyú, um dos distritos mais jovens do país, criado em 24 de maio de 1994. Encontra-se a 421 km de distância da capital paraguaia, Assunção. 

## História
A história da cidade de Katueté começou em 1971, quando um próspero homem de negócios Terra San Paulo-Brasil, chamado James Watt Longo, respondeu a uma decisão do tribunal paraguaia em Assunção, em uma vasta área restante exemplo de herbatal, pertencente LIPSA (La Industrial Paraguaya SA), que había sido expropiada por aquel entonces Instituto de Bienestar Rural (IBR). Jaime Longo, na sua resposta, afirmou ter recebido essas terras como herança de sua esposa, Olga Lunardelli, filha do famoso produtor de café do Brasil Jeremias Lunardelli, que tinha comprado LIPSA, no início da década de 1950 Percebendo que o caso inclinando-se em seu favor, comunicar-se com seu advogado paraguaio Alejandro Encina Marín, que falava a língua Guarani fluente, perguntou-lhe como traduzir a sua linguagem tem que sair, e o homem respondeu Katueté. Quando a disputa foi resolvida em seu favor, Jaime Longo rapidamente começaram a organizar uma nova colónia naquela região, que ele chamou Katueté.

## Características gerais
A administração municipal iniciou seus trabalhos no ano de 1996. As terras são extremamente férteis para o cultivo e estão, em sua maioria habitadas por colonos brasileiros. A área toda do município pertencia à Industrial Paraguaya e foi adquirida pelo grupo Lunardelli no final dos anos 1970.
No distrito se observam a distribuição de atividades agropecuárias mecanizadas e de agricultura tradicional, onde a agricultura tem contribuído em grande parte com o desenvolvimento social e econômico da região.
A variabilidade das espécies de fauna e flora silvestres reduziu sensivelmente e foi substituída por espécies agrícolas como soja, milho, girassol e palmito.

## As Áreas Urbanas
A população do distrito de Katueté tem aumentado muito nos últimos anos. Isto tem sido motivado pela melhora nas condições sociais e econômicas na região, o que tem gerado o êxodo das famílias da área rural para a área urbana da cidade

## Clima
A temperatura média anual é de 22 °C, sendo que a máxima absoluta é de 40 °C  e a mínima absoluta é de 4 °C. A precipitação média anual é de 1600 mm.

## Transporte
O município de Katueté é servido pela seguinte rodovia:
- Caminho em terra ligando o município a cidade de Puerto Adela
- Supercarretera Itaipu que liga o município a Ciudad del Este (Departamento de Alto Paraná.
- Ruta 10, que liga a cidade de Villa del Rosario (Departamento de San Pedro). ao município de Salto del Guairá (Departamento de Canindeyú).[1][2][3]